# Celso Kallarrari
Celso Kallarrari (Ponta Porã, Mato Grosso do Sul, 5 de dezembro de 1973) é padre ortodoxo, professor universitário e escritor (poeta e romancista) brasileiro contemporâneo.

## Carreira acadêmica
É professor titular do curso de letras e do mestrado em linguística e literatura da Universidade do Estado da Bahia – UNEB, Campus X. Desenvolve pesquisas nas áreas de a) literatura: crítica, memória, cultura e sociedade e b) língua, linguagens, significação e identidade. Escreveu para sites , jornais e diversas revistas acadêmicas no país. Formou-se em letras e teologia, fez mestrado em educação e doutorado em ciência da religião pela Pontifícia Universidade Católica de Goiás - PUC.
É palestrante e editor-geral da Revista Missangas: estudos em Literatura e Linguística do Programa de Mestrado em Letras - UNEB, Campus X, membro do Conselho Editorial da Revista Científica Mosaicum; parecerista da Revista Teocomunicação da Pontifícia Universidade Católica do Rio Grande do Sul- PUC-RS; membro do Círculo Fluminense de Estudos Filológicos e Linguísticos – CiFeFiL. Membro da União Brasileira de Escritores - UBE, SP; membro da banca julgadora do Concurso de Redação da Unimed.. Tem nome citado e biografia no Dicionário de Escritores Contemporâneos da Bahia , publicado pelo Círculo de Estudo, Pensamento e Ação - CEPA, Salvador, em 2015. Em 2015, tomou posse, como membro-correspondente da Academia Mineira de Belas Artes – MG. Em 2016, tomou posse como membro-efetivo na Academia Teixeirense de Letras, Bahia, ocupando a cadeira n. 4, cuja patronese é Antonia Francisca de Medeiros Muniz  . Em 19 de novembro de 2015, recebeu, no Círculo Militar de São Paulo, o Prêmio Cultural destaque Literário pela Associação Brasileira de Liderança.

## Carreira literária
Nasceu em Ponta Porã, Mato Grosso do Sul, onde viveu maior parte de sua vida. Viveu também em Goiânia e atualmente reside em Teixeira de Freitas, Bahia.
Estreou na literatura, em 2003, com o livro A Porta Remendada. Desde então, publicou livros nas áreas de literatura, linguística, educação e religião, destacando-se no discurso religioso, cuja pretensão, conforme elucida em entrevista, é "unir religião e literatura numa simbiose possível, pois na cultura humana ela é, evidentemente, marcada pela criação e imaginação, ou seja, pela criatividade e pela fé num ser superior, supremo"(Borges, 2014).

### No gênero poético
De acordo com a professora Rosana Zanelatto (2009), doutora em literatura da Universidade Federal do Mato Grosso do Sul, "Celso Kallarrari compõe uma poesia intimista que se solidariza com o outro e com o mundo. Ele busca não somente as respostas aparentemente fáceis apreendidas nas experiências do cotidiano, mas também nas consubstanciação da palavra em temas raros à tradição da língua portuguesa..." (Zanelatto, 2009). Em As Últimas Palavras, "Ao refletir este cenário caótico e desumanizante em que vivemos, os poemas de Kallarrari […] evidenciam as dificuldades que o sujeito contemporâneo tem de se adaptar ao sistema vigente e viver estas quebras, estas rupturas" (Figuerêdo, 2014). E, ainda, "As Últimas Horas apresenta, às vezes, mascaradamente, outras de forma clara, a temática acerca do relacionamento homem e máquina, no tempo-espaço atual ou do tempo-espaço virtual" (NERES, 2013).

### Na prosa de ficção
Em se tratando da prosa, O Ritual dos Chrysântemos, seu romance de estreia, publicado em 2013, fora bem aceito pela crítica, pois, segundo o professor Valci Vieira dos Santos, doutor em Literatura Comparada pela Universidade Federal Fluminense (UFF), evidencia que
"Personagens são construídas em meio a uma sociedade envolta em crises e atitudes transgressoras. Aliás, as atitudes transgressoras avultam-se, desde já, com a própria escrita do texto, cujos fios entrelaçados nem sempre colocam à mostra os caminhos a serem percorridos pelo leitor. A obra rompe com as formas tradicionais de escrita, quando apresenta um texto envolto a uma multiplicidade de aspectos que confirmam a sua natureza polifônica" (Santos, 2014, p. 114).
Em consonância a esse pensamento, Carlos Ribeiro (2015), jornalista, ficcionista e doutor em literatura pela Universidade Federal da Bahia (UFBA), pondera:
"Nesta obra, por exemplo, esses novos elementos que configuram o romance, são classificados como indefinição, fragmentação, interdiscurso e polifonia de vozes de um narrador enigmático, muito misterioso, porque, ao contar a história de Eurico, se confunde com o próprio Eurico,". […], porque "Ora ele se diz um testemunha, quase ocular, de Eurico, mas ele não se situa, não tem nome, não se sabe quem ele é; apenas que é narrador, e um narrador não onisciente. Ora ele se define como "Eulíricos", num jogo de palavra, de signos, de códigos que Kallarrari demonstra grande competência" (Ribeiro, 2015, p. 66).
Em relação ao romanceO Ritual dos Chrysântemos, o jornalista Julio Daio Borges (2014) questiona: "a trama policial cede lugar à dúvida psicológica: Poliana foi morta ou se matou? Eurico é culpado ou inocente? Me lembra a célebre questão se Capitu traiu Bentinho ou não, em [[[[Dom Casmurro|[Dom Casmurro]], de Machado de Assis". Na visão de Paula Cajaty (2014), "O Ritual dos Chrysântemos é uma obra complexa, intensa, um livro que não se dá a classificações, tais são suas diversas camadas e profundidades de leitura. Tragédia shakespeariana e romance policial, ficção histórico-geográfica brasileira, thriller psicológico e suspense de identidade" Para esta autora,
"o narrador também se contradiz e caminha no vai e vêm próprio da reconstrução sempre imperfeita do passado, pois “Ao escrever, eu me lembro. Lembro-me de detalhes menores. Reconstruo Euricus. E, ao narrar, eu invento o que não ouvi e reinvento o que sei”. […] Após fecharmos o livro, é impossível dizer quem matou Poliana, se é que alguém a matou. Voltamos às suas páginas, e reencontramos pistas, reflexões, como Mckinleu à procura de significados. É impossível dizer se os demais crimes do crisântemos foram realizados pelo mesmo assassino de Poliana, se ele existiu. Impossível dizer se Mckinleu prendeu Eurico, ou se foi preso por ele. Talvez o autor queira, nessa trama textual, que o leitor dê, à sua ótica, a resolução final".
Em 2016, Celso Kallarrari foi um dos autores selecionados com o conto de estreia “Um corpo íntimo” no Projeto Mapa da Palavra da Fundação Cultural do Estado da Bahia – FUNCEB. No conto, aparece a temática canibal, recorrente, atualmente, em escritores contemporâneos. Conforme tese de doutorado À mesa com escritores canibais da professora Ivana T. Figueiredo Gund (2018), doutora em literatura brasileira pela Universidade Federal de Minas Gerais (UFMG), a temática canibal aparece em alguns autores brasileiros:
"Está na violência dos espaços urbanos, com suas patologias, individualidade e desumanização, em textos de Celso Kallarrari, Raphael Montes e David Coimbra […]" (2018, p. 50-51). "O motivo do canibalismo não cessa de aparecer nas páginas das obras de escritores contemporâneos que recorrem ao tema, em variações ou ângulos de observação bastante inovadores, como são exemplos os textos de Aleilton Fonseca, Fernando Bonassi, Marcelo Mirisola, Lusa Silvestre, Veronica Stigger, André Beltrão, Celso Kallarrari, Raphael Montes" (Gund, 2018, p. 67)..
Na visão desta autora, a ação canibal presente no conto Um Corpo Íntimo não se restringe meramente ao ato incontrolável pelo corpo daquela que nutre o “primeiro homem”, ou seja, o filho, mas também na estrutura do texto, porque, nele, "se apresenta um escritor que tem uma palavra cortante. Um escritor que esquarteja, mesmo que de forma ficcional o corpo que se apresenta como um corpus textual, que se apresenta aos pedaços e exige um leitor-anatomista capaz de reescrevê-lo ou reconstruí-lo" (Gund, 2019, p. 33-47).
Em outubro de 2017, Celso Kallarrari foi o vencedor do Prêmio José de Alencar pela União Brasileira de Escritores do Rio de Janeiro (UBE-RJ), na categoria romance, com o livro inédito Desgrandeza, cujas temáticas abordadas referem-se ao incesto, a pedofilia, canibalismo, tortura do Regime Militar e a problemática do celibato clerical, discussão esta que passa a ganhar força nas reivindicações de uma das alas mais liberais dentro da Igreja Católica. De acordo com a professora doutora em literatura brasileira, Lucia Facco (2019),
“O autor faz um trabalho magnífico com a linguagem, pois mostra a mais improvável e proibida história de amor em um terrível cenário, que é o período mais negro da história brasileira: os anos de chumbo da ditadura militar”. E acrescenta, afirmando que há "um jogo psicológico que nos é apresentado através de uma escrita bem feita, minuciosamente cuidada, instigante e envolvente. A história não é narrada da convencional maneira linear. Apesar disso, apresenta uma escrita sofisticada, enxuta, o que permite identificar uma sequência, espacial e temporal, lógica no enredo".
No mesmo ano, dia 2 de dezembro, o autor foi homenageado pela Academia Teixeirense de Letras, na Câmara Municipal de Teixeira de Freitas, Bahia, por ter recebido o prêmio pelo romance inédito  Desgrandeza. O romance foi publicado em 2019 por uma editora baiana.

### Na literatura infantojuvenil
Em 2017, estreia na literatura infantojuvenil, com o livro A Menina Que Comia Queijo, premiado em terceiro lugar, no Concurso de Literatura José Endoença Martins, Blumenau, Santa Catarina. Segundo Gláucia Lemos (2017),
"Celso Kallarrari detém-se em uma peculiaridade do estado de Minas Gerais, qual seja, o fabrico de laticínios determinado pela pecuária. Isso influencia nossos hábitos alimentares, tornando indispensável, na mesa do mineiro, o famoso queijo de Minas, de sabor inconfundível. […] A história é narrada em estilo atraente e excelente linguagem. Valoriza a diversidade linguística, conforme orientam os Parâmetros Curriculares Nacionais do Ensino da Língua Portuguesa".

### Ficção
| Título                    | Ano  | ISBN               | Gênero         | Referências   |  |
| ------------------------- | ---- | ------------------ | -------------- | ------------- |  |
| A Porta Remendada         | 2003 | ISBN 85-88320-19-3 | Poesia         |               |  |
| As Últimas Horas          | 2009 | ISBN 85-61513-04-7 | Poesia         |               |  |
| As Últimas Palavras       | 2012 | ISBN 85-8088-083-0 | Poesia         |               |  |
| O Ritual dos Chrysântemos | 2013 | ISBN 85-8088-081-6 | romance        | [ 47 ]        |  |
| A menina que comia queijo | 2017 | ISBN 85-67949-21-5 | infantojuvenil | [ 48 ]        |  |
| Desgrandeza               | 2019 | ISBN 65-80066-60-5 | romance        | [ 41 ] [ 42 ] |  |

### Religião
| Título                               | Ano  | ISBN               | Gênero          | Referências |
| ------------------------------------ | ---- | ------------------ | --------------- | ----------- |
| Catecismo da Igreja Ortodoxa Siríaca | 2012 | ISBN 85-61859-08-4 | religião        |             |
| O Cinto Sagrado da Virgem Maria      | 2019 | ISBN 85-7138-077-6 | religião (Org.) |             |

### Ensaios
| Título                                            | Ano  | ISBN               | Gênero                   | Referências |  |
| ------------------------------------------------- | ---- | ------------------ | ------------------------ | ----------- |  |
| EaD e as Novas Tecnologias                        | 2012 | ISBN 85-6589-360-2 | Educação (Org.)          |             |  |
| Fé e Razão                                        | 2014 | ISBN 85-6589-360-2 | religião                 | [ 49 ]      |  |
| Linguística e o Ensino da Língua Portuguesa       | 2014 | ISBN 85-8305-035-3 | Letras (Org.)            | [ 50 ]      |  |
| Estudos Linguísticos e Formação Docente           | 2016 | ISBN 85-7113-777-6 | Letras (Org.)            | [ 50 ]      |  |
| Educação e Desenvolvimento: Língua, Literatura... | 2017 | ISBN 85-7113-833-9 | língua/literatura (Org.) |             |  |

## Prêmios literários

### Prêmios
| Ano  | Premiação                                                                                        | Entidade                            | Concurso                                          | Categoria                | Obra                      | Resultado |
| ---- | ------------------------------------------------------------------------------------------------ | ----------------------------------- | ------------------------------------------------- | ------------------------ | ------------------------- | --------- |
| 2015 | Troféu "Excelência e Qualidade"Prêmio Mérito Cultural pela Braslider, São Paulo, edição de 2015. | Associação Brasileira de Liderança  | Prêmio Excelência e Qualidade                     | romance                  | O Ritual dos Chrysântemos | Indicado  |
| 2016 | Troféu "Cora Coralina" pela Academia de Letras de Goiás, Goiânia, edição 2016.                   | Academia de Letras de Goiás Velho   | Prêmio Literário Cora Coralina                    | Mérito cultural          | Conjunto da obra          | Indicado  |
| 2017 | Prêmio "Coruja de Athena"                                                                        | Universidade Regional de Blumenau   | Concurso Literário José Endoença Martins          | infantojuvenil (inédito) | A menina que comia queijo | 3º Lugar  |
| 2017 | Prêmio "José de Alencar"                                                                         | União Brasileira de Escritores - RJ | Concurso Internacional de Literatura UBE-RJ, 2017 | romance (Livro inédito)  | Desgrandeza               | 1º Lugar  |

### Menções
| Ano  | Premiação                 | Entidade                                      | Título           | Obra                      | Categoria |
| ---- | ------------------------- | --------------------------------------------- | ---------------- | ------------------------- | --------- |
| 2014 | Moção de Aplauso          | Câmara Municipal de Teixeira de Freitas       | Mérito cultural  | O Ritual dos Chrysântemos | romance   |
| 2016 | Moção de louvor e aplauso | Federação Brasileira Ciências, Letras e Artes | Mérito literário | Conjunto da obra          | --        |
| 2016 | Moção de louvor e aplauso | Academia de Letras de Goiás Velho             | Mérito literário | Conjunto da obra          | --        |
| 2017 | Menção especial           | Prêmio Literário da AMULMIG                   | Mérito literário | Assim como os anjos       | conto     |
| 2017 | Menção honrosa            | Concurso SABA de Literatura                   | Mérito literário | O zumbido do tiro         | conto     |
| 2017 | Honra ao mérito           | Academia Teixeirense de Letras                | Mérito literário | Desgrandeza               | romance   |
| 2020 | Menção honrosa            | Prêmio Castro Alves de Literatura - ATL       | Mérito literário | O sonho de Ana            | conto     |